# Fury (2014)
Fury är en amerikansk krigsfilm om andra världskriget, regisserad och skriven av David Ayer. Huvudrollerna spelas av Brad Pitt, Shia LaBeouf, Logan Lerman, Jon Bernthal, Michael Peña, Jason Isaacs och Scott Eastwood. Handlingen kretsar kring fem amerikanska soldater i en stridsvagn som fått smeknamnet Fury.
Filmen hade biopremiär den 24 oktober 2014 i Sverige. Premiär i Finland 31 oktober 2014.

## Rollista (i urval)
- Brad Pitt – Don "Wardaddy" Collier[3]
- Shia LaBeouf – Boyd "Bible" Swan
- Logan Lerman – Norman "Cobb" ”Machine” Ellison
- Michael Peña – Trini "Gordo" Garcia
- Jon Bernthal – Grady "Coon-Ass" Travis
- Jason Isaacs – Cpt. Waggoner
- Scott Eastwood – Sergeant Miles
- Xavier Samuel – Lt. Parker
- Brad William Henke – Sergeant Davis
- Alicia von Rittberg – Emma
- Eugenia Kuzmina – Hilda Meier
- Kevin Vance – Sgt. Peterson
- Iain Garrett – Sgt. Foster